# Miss Amazonas 2014
Miss Amazonas 2014 foi a 59.ª edição do tradicional concurso que escolhe a melhor candidata amazonense para representar seu estado e sua cultura no Miss Brasil. O evento coordenado pelo jornalista Lucius Gonçalves e pela empresária Márcia Meirelles contou com um total de dezoito candidatas aspirantes ao título máximo da beleza amazonense representando diversos municípios e patrocinadores da competição.
A noite final foi gravada e posteriormente transmitida pela Band Manaus para toda a região. O evento foi o primeiro concurso estadual a eleger uma candidata válida para o Miss Brasil. Tereza Santana, a Miss Amazonas 2013, coroou sua sucessora ao título no final da competição com a ajuda da Miss Brasil 2013, Jakelyne Oliveira. A vitoriosa da ocasião foi Ytala Narjjara, candidata que representou a Loja M2.

## Agenda
Durantes alguns dias pré-concurso as candidatas participam de várias atividades propostas pela organização do evento, como:
- 31/10: Entrega das faixas a algumas representantes no Glam Dancing Bar.
- 05/11: Dicas de comportamento e etiqueta no Fran's Café Manaus.
- 07/11: Ensaios coreográficos das candidatas no Hotel Blue Tree Premium.
- 08/11: Gravações externas no terraço do Caesar Business.
- 15/11: Avaliação preliminar de biquini no Hotel Blue Tree Premium.
- 22/11: Visita à sede da Rede Bandeirantes Manaus e mais gravações no local.
- 24/11: Visita ao Mercado Municipal Adolpho Lisboa.
- 25/11: Desfile de Traje Típico nos Arcos do Parque Jefferson Peres.
- 26/11: Cerimônia de premiação da 59ª. Miss Amazonas.

## Resultados
| Resultados              | Candidata |
| Miss Amazonas           | - Loja M2 - Ytala Narjjara |
| 2º. Lugar               | - Tonu's - Marina Ferreira |
| Finalistas              | - Alarmes e Cia - Thainá Lopes - Italínea Artmóveis - Camila Marques - Manaus - Isabelle de Pádua                                             |
| (TOP 10) Semifinalistas | - Vila Belle - Clara Naice - Coari - Mayane Brienne - Parintins - Islla Pessoa - Itacoatiara - Elane Rodrigues - Itapiranga - Abinadabe Vidal |

- Das cinco finalistas, apenas duas misses receberam um ou mais votos dos jurados. Três delas ficaram empatadas em terceiro lugar. [6]

### Premiação especiais
- Foram distribuídos as seguintes premiações às candidatas participantes do concurso:

| Premiação           | Candidata                      |
| Melhor Traje Tipico | - Loja M2 - Ytala Narjjara     |
| Miss Popularidade   | - Alarmes e Cia - Thainá Lopes |

### Ordem dos anúncios
| 1. Loja M2 2. Alarmes & Cia 3. Coari 4. Tonu's 5. Parintins 6. Manaus 7. Itacoatiara 8. Vila Belle 9. Italínea Artmóveis 10. Itapiranga | 1. Italínea Artmóveis 2. Manaus 3. Tonu's 4. Alarmes & Cia 5. Loja M2 |

## Candidatas
Todas as candidatas que disputaram o certame estadual:
| - Alarmes e Cia - Thainá Lopes - Art's Corpo - Beatriz Lopes - Brigadore - Lorena Mello - Capodarte - Bruna Cavallcante - Cero's Restaurante - Joelma Souza - Coari - Mayane Brienne - Itacoatiara - Elane Rodrigues - Italínea Artmóveis - Camila Marques - Itapiranga - Abinadabe Vidal | - Loja M2 - Ytala Narjjara - Manacapuru - Paula Araújo - Manaus - Isabelle de Pádua - Paradise Turismo - Izakelly Aquino - Parintins - Islla Pessoa - Photoart Studio - Maysa Queiroz - Tonu's - Marina Ferreira - Vila Belle - Clara Naice - Wizard Idiomas - Sayonara Silva |

Desistência
- Caroliny Tavares

## Jurados

### Final
A lista de jurados abaixo corresponde a final televisionada com as vinte candidatas disputando o título:
1. Alessandra Campelo, secretária de estado;
2. Cláudia Alexandre, jornalista;
3. Dr. Ilner Souza e Souza, médico dermatologista;
4. Dr. José Maria Cabral, cirurgião plástico;
5. Dr. Jorge Gonçalves, ortodontista;
6. Lílian Lopes, Miss Amazonas 2010;
7. Jacqueline Meirelles, Miss Brasil 1987;
8. Jakelyne Oliveira, Miss Brasil 2013.
9. Zizi Duques, empresária e psicóloga;